# سعيد الحسن
سعيد خالد الحسن فلسطيني الأصل، أكاديمي ومفكر سياسي عربي، ومن مواليد دولة لبنان، ومغربي الجنسية.

## نشأته وتحصيله العلمي
ولد سعيد خالد الحسن في مدينة صيدا جنوبي لبنان عام 1953، وحصل سعيد الحسن على العديد من الشهادات في تخصصات عديدة، حيث حصل على دبلوم الحكم المحلي من كلية الاقتصاد والعلوم السياسية في جامعة القاهرة، ثم حصل على بكالوريوس الهندسة المدنية من كلية الهندسة من نفس الجامعة، ولارتباطه بأرضه وتأثره بوالده القائد والمفكر السياسي العربي الفلسطيني خالد الحسن ونظراً للأوضاع التي كانت في فلسطين، وجد سعيد الحسن نفسه متجهاً للسياسة ولذلك حصل على ماجستير العلوم السياسية من كلية الاقتصاد والعلوم السياسية في الجامعة الأمريكية بالقاهرة، إلى أن أتم دراسته في جامعة الحسن الثاني بالدار البيضاء
كما ويعد سعيد خالد الحسن فاعل سياسي ومفكر عربي إسلامي، ومن مناصرين القضية العربية الفلسطينية، وله العديد من الإنجازات الفكرية، ويقوم بالعديد من حملات المناصرة للقضية الفلسطينية مؤسساتياً وفكرياً، ومن أهم الحملات التي يعد سعيد الحسن من أبرز الفاعلين الرئيسيين في تنظيمها وتنزيلها في مجلد، هي فعاليات الحملة الدوليين لكسر الحصار على القدس من خلال مجلة الإحياء الصادرة عن الرابطة المحمدية للعلماء، كما ساهم في هذه المجلة بحوارية حول: «القضية الفلسطينية في ظل المتغيرات الإقليمية والدولية: محورية القدس في وجدان المغاربة».

## مناصب
- أستاذ كرسي الحضارة الإسلامية والمشترك الإنساني، أستاذ العلوم السياسية، جامعة محمد الخامس بالرباط، المملكة المغربية.[2]
- رئيس فريق الدراسات السياسية ومسؤول ماستر العلوم السياسية بجامعة محمد الخامس- الرباط، المملكة المغربية
- عضو مجلس جامعة محمد الخامس- السويسي (2010-2011)
- رئيس «مؤسسة خالد الحسن»، ومدير «مركز الدراسات والأبحاث» فيها[3]
- مؤسس مجلة البحثية ورئيس الهيئة العلمية المشرفة عليها (2013-....)[4]
- مؤسس مؤتمر العلوم الإنسانية والاجتماعية للباحثين الشباب والمشرف على دورات انعقاده السنوية (2011-...) [5]
- أمين عام الاتحاد الإسلامي الدولي للعمل IICL : مقره بمدينة كوالالمبور، ماليزيا؛ وهو منظمة دولية تأسست بجنيف سنة 1981 من أجل تمثيل قوة العمل وفقاً لقيم العمل السامية وخدمة مصالح العمّال سواءً داخل العالم الإسلامي أم خارجه. ويضم في عضويته هيئات نقابية ومهنية وجمعوية في أكثر من عشرين بلداً.
- أمين عام مؤتمر نصرة القدس: وهو بُنية أهلية دولية مستقلة يرأس محمد مهاتير هيئتها الاستشارية وأعلن عن تأسيسها في العاصمة الماليزية كوالالمبور سنة 2010 وتعمل على التعاون والتنسيق بين هيئات ومنظمات المجتمع الأهلي والعمل على تكامل الأهلي والرسمي عربياً وإسلاميا ودوليا، وذلك من أجل تعبئة الجهود المعنيّة بنصرة القدس والمقدسيين وإرساء السلام القائم على الحق والكرامة والعدالة في فلسطين
- منسق الحملة الدولية لكسر حصار القدس.

## كتب وأبحاث دراسات ومقالات
- «الوحدة العربية: لماذا فشلت القضية الأولى لثورة يوليو؟»، 2019 م.
- رسالة في التصارط، 2018 م.
- المدركات الجماعية، 2016 م.
- مدخل نظرية القيم، 2015 م.
- الأوضاع الدولية الراهنة وتداعياتها على السياسة الخارجية والخطاب العربيين، 2015 م.
- «في المنهجية والبحث العلمي»، 2015 م.
- حول مفهوم التحرر ومدارسه العربية الحديثة، 2015 م.
- قيم ومرجعيات المذاهب والفلسفات السياسية، 2014م.
- نسق القيم السياسية في الحضارة العربية الإسلامية، 2014 م.
- نظرات في أصول ومفاهيم الحضارات والمذاهب السياسية، 2013 م.
- الخبرة العربية الحديثة في التحرر ومواجهة التفكك، 2012 م.
- نظرات في التوجهات الفكرية العربية المعاصرة، 2011 م.
- «تفعيل الحرية بين نسقين: من التطبيع التنظيمي إلى التنزيه التكريمي»: عبد السلام الطويل (تحرير): سؤال الأخلاق والقيم في عالمنا المعاصر، 2012 م.
- القيم السياسية في القرآن الكريم، 2011 م.
- التحرّر العربي والنظام الدولي، 2010 م.
- علم الاجتماع  (مقدمة تجاوزية)، 2009 م.
- تنميتنا والخطاب الإنساني العالمي (محرر)، 2008 م.
- حول اتفاق «غزة-أريحا أولا»: وثائق ودراسات (بالاشتراك مع خالد الحسن)، 1995 م.
- مفهوم قواعد النظام العام في الفكر السياسي لتقي الدين النبهاني، 1989 م.
- النموذج الانتفاضي: دراسة في الأبعاد الإدراكية والسياسية للانتفاضة في فلسطين، 2002 م.
- «الاستعمار الاستيطاني الصهيوني: أهدافه وآلياته وسماته الأساسية»، عبد الوهاب المسيري. موسوعة اليهود اليهودية والصهيونية. دار الشروق. القاهرة، الطبعة الأولى، 1999 م.
- «حول دور الأكاديمية العربية في مجال البحوث السياسية». نادية مصطفى (محرر). إسرائيل من الداخل: خريطة الواقع وسيناريوهات المستقبل. مجلد 1. القاهرة: جامعة القاهرة، كلية الاقتصاد والعلوم السياسية، مركز البحوث والدراسات السياسية، 2003 م.
- «حول الجهود الأهلية القائمة في إطار المؤتمر العام لنصرة القدس». نادية مصطفى (محرر). إسرائيل من الداخل: خريطة الواقع وسيناريوهات المستقبل. مجلد 1. القاهرة: جامعة القاهرة، كلية الاقتصاد والعلوم السياسية، مركز البحوث والدراسات السياسية، 2003 م.
- "الواقع العربي كمرجعية ضابطة لإستراتيجية التنمية الإنسانية العربية". ورقة مقدمة إلى ندوة "تقرير التنمية الإنسانية العربية للعام 2003", التي عقدها "مركز الدراسات الدستورية والسياسية، كلية حقوق مراكش، أبريل 2004. مجلة رؤى (باريس). عدد25، 2005.
- «التوافق والتضاد بين السيادة الوطنية والديمقراطية». مركز المستقبل للدراسات والأبحاث (القاهرة). أكتوبر 2002.
- «أية تنمية إنسانية في ظل التبعية» محمد المالكي (معد ومنسق). حلقة نقاشية حول تقرير التنمية الإنسانية العربية للعام2002.
- «مرتكزات تجديد الخطاب العربي في ضوء الأوضاع الدولية الراهنة».  مجلة رؤى (باريس). عدد 26، 2005.
- «التغيير والتجديد والانعكاسات الدولية»، مراكش، ديسمبر 2004 ؛ بحث  مقدّم إلى «مؤتمر العرب بين ثقافة التغيير وتغيير الثقافة» والمنظم بمراكش بالتعاون بين «مؤسسة الفكر العربي» والأسيسكو.
- «الديمقراطية والتغيير في الفكر العربي». بحث  مقدّم إلى ندوة «العروبة والديمقراطية». باريس، «معهد العالم العربي»، 29 نوفمبر 1997.
- «عناصر ومنطلقات السياسة الأمريكية بالشرق الأوسط:»Elements and Source of the American Policy in the Middle East” . بحث أُلقي بدعوة من رئيس الغرفة الإسلامية الأمريكية للتجارة والصناعة (MACCI)، كنساس، الولايات المتحدة الأمريكية، يونيو 1988.